# Ольшанськіт
Ольшанськіт (рос. ольшанскит; англ. olshanskyte; нім. Olschanskyit m) — мінерал, основний борат кальцію.

## Загальний опис
Хімічна формула: Ca3B4(OH)18.
Склад у % (Східний Сибір): СаО — 34,81; В2О3 — 27,95; Н2О — 32,82. Домішки: СО2 (2,36); MgO (1,79); Fe2O3 (0,17); А12О3 (0,15).
Сингонія моноклінна. Утворює сплющені волокна у вигляді полісинтетичних двійників.
Густина 2,23.
Твердість 4.
Колір — безбарвний.
Знайдений у вигляді прожилків серед магнезіальних скарнів Сх. Сибіру.
За прізв. рад. геохіміка Я. І. Ольшанського. (М. А. Богомолов, И. Б. Никитина, Н. Н. Перцев, 1969).